# 101 далматинець (фільм, 1996)
«101 далмати́н» (англ. 101 Dalmatians) — фільм режисера Стівена Херека за однойменним романом британської письменниці Доді Сміт.

## Сюжет
Рімейк відомого діснеївського мультфільму зі всіма витікаючими звідси наслідками. Автори спробували мовою художнього кінематографа викласти популярну дитячу книгу, дещо перестаравшись в майже буквальному перекладені мультфільму.
Ця весела історія відбулася в Англії на Різдво… Лиходійка Круелла Де Віль вирішує украсти рівно 15 далматина, щоб поповнити колекцію своїх хутряних виробів. Однак вона ще не уявляє, що її чекає, адже хазяї й батьки маленьких плямистих щенят не будуть сидіти, склавши руки…

## У ролях
- Гленн Клоуз — Круелла Де Віль
- Джефф Деніелс — Роджер
- Джоан Плаурайт — няня
- Г'ю Лорі — Джаспер
- Джоелі Річардсон — Аніта
- Марк Вільямс — Горацій
- Джон Шрапнел — Скіннер
- Тім Макіннерні — Алонсо
- Г'ю Фрейзер — Фредерик

## Нагороди

### Премії
- 1997 — премія «Blockbuster Entertainment Awards» — акторка Гленн Клоуз
- 1997 — премія «Вибір дітей» (США) (Kids' Choice Awards) — виконавиця ролі собаки Понго
- 1997 — премія «BMI Film & TV Awards» композитору Майклу Кеймену

### Номінації
- 1997 — номінація на премію BAFTA — художники з гриму
- 1997 — номінація на премію Золотий глобус — актриса комедії або мюзиклу Гленн Клоуз

## Цікаві факти
- Один з теглайнів фільму «Король футболу» (1999) голосив: Далматинців може бути 101, а пес футболіст — всього один! (англ. There may be 101 Dalmatians but there's only 1 Soccer Dog!)[5]
- У фільмі Круелла їздить на автомобілі Panther De Ville (англ. Panther De Ville).
- Під час зйомок фільму було використано 230 цуценят та 20 дорослих далматинів. Жоден собака не постраждав.